# Abipón
Abipón ett utdött guaycuruspråk som talades i Argentina av abiponer. Dess närmaste släktspråk är bl.a. mocoví, pilagá och toba. Abiponer har sedan assimilerade i Argentinas majoritetsbefolkning. Språket hade inte en skriftlig standard.

## Fonologi

### Konsonanter
|          | Bilabial | Alveolar | Palatal | Velar | Uvular | Glottal |
| -------- | -------- | -------- | ------- | ----- | ------ | ------- |
| Nasal    | m        | n        | ɲ       |       |        |         |
| Klusil   | p        | t        | c       | k     | q      |         |
| Frikativ |          |          |         | ɣ     | ʁ      | h       |
| Flappar  |          | ɾ        |         |       |        |         |
| Lateral  |          | l        |         |       |        |         |

Källa:

### Vokaler
|            | Främre | Central | Bakre |
| ---------- | ------ | ------- | ----- |
| Sluten     | i      |         |       |
| Halvsluten | e      |         | e     |
| Mitten     |        | ə       |       |
| Öppen      |        | a       |       |

Källa: